# Asociación Bielorrusa de Periodistas
La Asociación Bielorrusa de Periodistas es una organización no gubernamental fundada en 1995 que defiende la libertad de expresión en Bielorrusia, haciendo frente a la fuerte represión que la prensa escrita sufre bajo el mandato del presidente Aleksandr Lukashenko.
Su objetivo es asegurar la libertad de expresión, el derecho de enviar y recibir la información y la promoción de los estándares profesionales del periodismo. Actualmente forma parte de la Federación Internacional de Periodistas y es socia de Reporteros Sin Fronteras.
En 2002 fue galardonada con la Pluma de oro de la Asociación Mundial de Periódicos y en 2004 con el Premio Sájarov otorgado por el Parlamento Europeo en defensa de la Libertad de Pensamiento.
El 27 de agosto de 2021, la Asociación fue cerrada formalmente por el Tribunal Supremo de Bielorrusia. Sin embargo, la Asociación continuó funcionando fuera de Bielorrusia.
El 28 de febrero de 2023, la KGB ha designado a la Asociación como una 'formación extremista'. La creación de tal formación o la participación en ella actualmente es un delito penal en Bielorrusia.